# Torre de Çamlıca
La Torre de Çamlıca (en turco: Çamlıca Kulesi; pronunciación en turco: /tʃamlɯdʒa/), oficialmente Torre de Radio y Televisión de Küçük Çamlıca (en turco: Küçük Çamlıca TV-Radyo Kulesi), es una torre de telecomunicaciones con plataformas de observación y restaurantes situada en la colina de Çamlıca, en el distrito de Üsküdar de Estambul (Turquía).
La altura total de la torre es de 369 metros, 221 de los cuales están constituidos por una estructura de hormigón armado de 49 plantas con 18 metros bajo el terreno. La altura de la antena de acero que corona la torre es de 168 metros. Con una altura total de 587 metros sobre el nivel del mar, ostenta el título de estructura más alta de Estambul.
El diseño de la torre fue seleccionado por el entonces primer ministro Recep Tayyip Erdoğan después de un concurso de arquitectura convocado por el Municipio Metropolitano de Estambul en 2011. Las obras empezaron a finales de 2016 y concluyeron cuatro años más tarde, en septiembre de 2020. Sin embargo, estaba previsto que el proyecto se hubiera completado a finales de 2019. Fue inaugurada el 29 de mayo de 2021. Después de que entrara en servicio, otras antenas y torres de telecomunicaciones cercanas fueron retiradas o demolidas, como la Torre de Televisión de TRT de Çamlıca.

## Diseño
La torre fue diseñada por el estudio de arquitectura Melike Altınışık Architects (MAA), fundado por Melike Altınışık después de dejar Zaha Hadid Architects. El edificio en sí mismo es una estructura de una sola pieza, cuya forma está inspirada en la flor del tulipán, símbolo de los turcos durante la época otomana. El eje principal de la torre incluye las raíces y el tallo del tulipán. Las plantas de los miradores y restaurantes parecen un capullo de tulipán que aún no ha florecido.
A ambos lados del edificio principal hay ascensores panorámicos que se elevan desde la planta baja hasta la planta más alta. Estos ascensores simbolizan el Bósforo, que separa y une al mismo tiempo los continentes europeo y asiático.

## Contratista
El contrato para la construcción de la torre fue otorgado a Saridaglar Construction tras un procedimiento de licitación pública gestionado por el Ministerio de Transportes e Infraestructura de Turquía. El alcance del contrato incluía la obra civil, la construcción de la estructura, las obras arquitectónicas, las obras mecánicas, de electricidad y fontanería, y el paisajismo.

## Descripción de la estructura

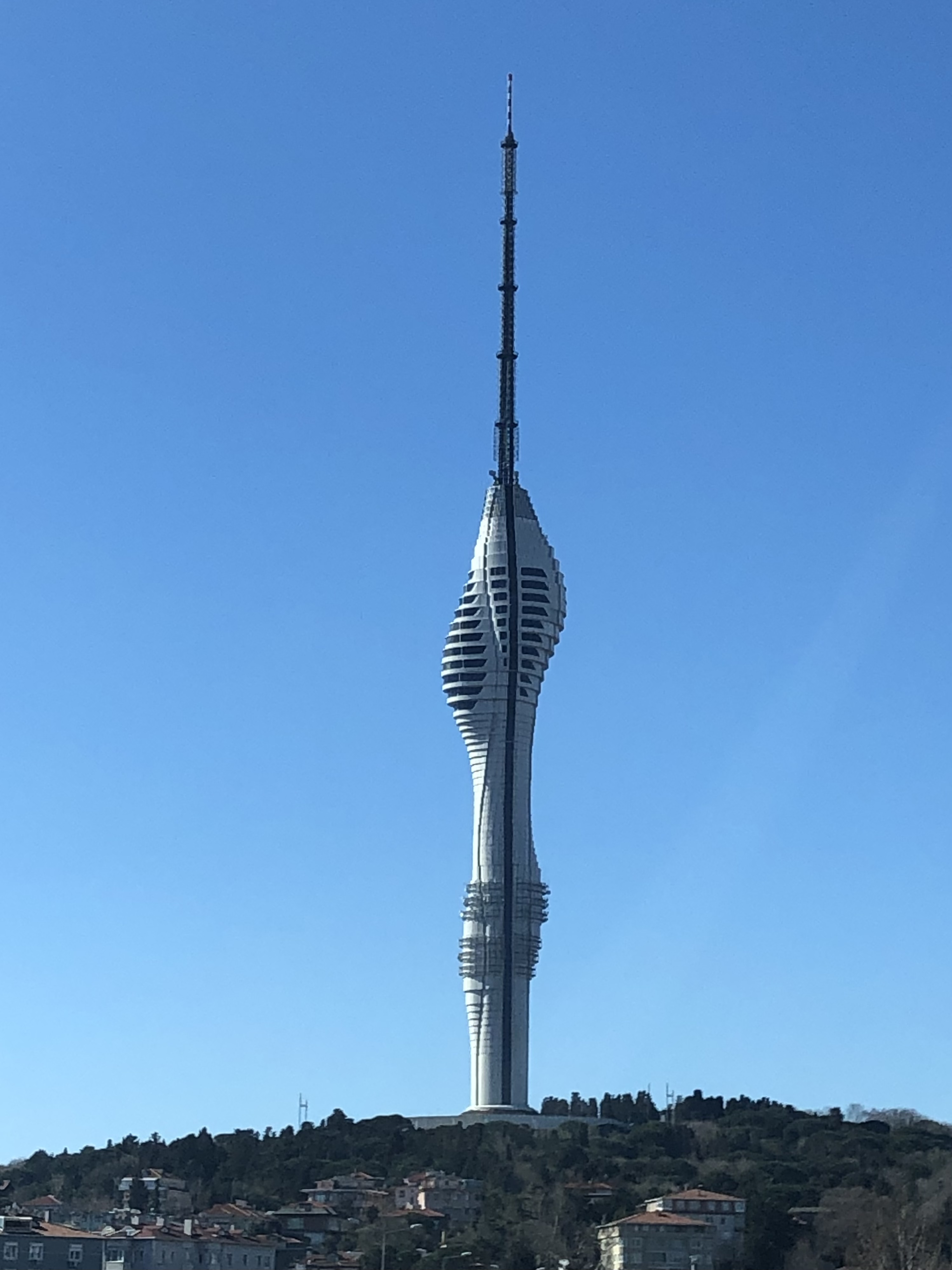
La Torre de Çamlıca es la estructura más alta de Estambul.

La torre está construida en hormigón sobre una cimentación con pilotes de 18 metros de profundidad. Sobre la estructura de hormigón, de 203.5 metros de altura, está montado un mástil de acero de 168 metros de altura para la transmisión de radio y televisión. La altura total de la torre es de 369 metros y su cima está a 587 metros sobre el nivel del mar, lo que la hace la estructura más alta de Estambul.
Su sección tiene forma elíptica con ejes de 13 y 16 metros de longitud, que se va haciendo más pequeña a medida que asciende. Cada planta de la torre tiene 4.50 metros de altura. Hay dos plataformas de observación en las plantas 33 y 34, a 366.5 y 371 metros sobre el nivel del mar, respectivamente. Las plantas 39 y 40, a  393.5 y 398 metros sobre el nivel del mar, albergan un restaurante y una cafetería, respectivamente. En el sótano hay bibliotecas y salas de exposiciones. La torre está servida por un ascensor panorámico y un ascensor de servicio.
La Torre de Çamlıca es capaz de alojar cien radiotransmisores de alta calidad, sin interferirse entre sí. Es la primera torre de radio y televisión del mundo que puede emitir cien canales simultáneamente.

### Especificaciones técnicas[15]
| Altura de la planta baja                        | 218 msnm                                                  |
| Altura de cada planta                           | 4.5 m                                                     |
| Número total de plantas                         | 45 sobre el terreno + 4 bajo el terreno = 49              |
| Altura de la estructura de hormigón armado      | 203.5 m sobre el terreno + 18 m bajo el terreno = 221.5 m |
| Altura de la antena de acero                    | 165.5 m + 2.5 m (empotrados) = 168 m                      |
| Altura total de la torre sobre el terreno       | 203.5 m - 2.5 m + 168 m = 369 m                           |
| Altura total de la torre sobre el nivel del mar | 218 m + 369 m = 587 m                                     |
| Altura total de la estructura                   | 369 m + 18 m = 387 m                                      |
| Plataforma de observación 1                     | 148.5 m (366.5 msnm) – planta 33                          |
| Plataforma de observación 2                     | 153 m (371 msnm) – planta 34                              |
| Restaurante 1                                   | 175.5 m (393.5 msnm) – planta 39                          |
| Restaurante 2                                   | 180 m (398 msnm) – planta 40                              |

## Coste del proyecto
En la primera licitación, celebrada el 31 de diciembre de 2014, el coste del proyecto fue fijado en 73.1 millones de dólares estadounidenses. Sin embargo, debido al cambio en los requisitos de la estructura, se hicieron tres nuevas licitaciones y el coste final del proyecto se elevó a 121.7 millones de dólares estadounidenses (381.8 millones de liras turcas).